# Pyhäselkä (See)
Pyhäselkä ist ein 361,1 km² großer See in der Landschaft Nordkarelien in Finnland.
Er bildet den nördlichsten Teil des Saimaa-Seensystems. 
Die wichtigsten Zuflüsse bilden der Pielisjoki, welcher unter anderem den Pielinen entwässert, sowie der Abfluss des etwa 5 km nördlich gelegenen Sees Höytiäinen.
Die Stadt Joensuu liegt am Nordostufer des Sees an der Mündung des Pielisjoki.
Die Orte Pyhäselkä und Rääkkylä liegen nahe dem Südufer des Sees.
Der Pyhäselkä ist mit dem südwestlich gelegenen See Orivesi verbunden.